# Yoann Offredo
Yoann Offredo (* 12. November 1986 in Savigny-sur-Orge) ist ein ehemaliger französischer Radrennfahrer.

## Sportliche Karriere
Yoann Offredo wurde 2006 in der U23-Klasse jeweils Zweiter bei der Tour du Haut Anjou und beim Chrono des Nations. Im nächsten Jahr wurde er wieder Zweiter beim Chrono des Nations und bei der Tour du Haut Anjou wurde er Dritter sowie Zweiter bei der Tour de la Somme. Ende der Saison fuhr er für das französische ProTeam La Française des Jeux als Stagiaire und bekam für das folgende Jahr einen Profivertrag. In seinem zweiten Jahr dort gewann er eine Etappe bei der Tour de Picardie.
Weil Offredo dreimal innerhalb von 18 Monaten entgegen den Antidopingauflagen seinen Aufenthaltsort nicht angegeben hatte, wurde er im Februar 2012 von der Disziplinkommission des französischen Radsportverbandes Fédération Française de Cyclisme (FFC) für ein Jahr suspendiert.
Im April 2017 wurde Offredo während einer Trainingsfahrt vom Beifahrer eines Autofahrers, der seinerseits ein Messer gezückt hatte, mit einem Baseballschläger attackiert; er erlitt Brüche an Nase und Rippen.
2019 sorgte stürzte Offredo beim Grand Prix de Denain 2019 und erlitt schwere Verletzungen zuzog und für kurze Zeit bewusstlos war. Seitdem litt er an Schmerzen am rechten Knöchel, eine Operation hatte nicht den gewünschten Erfolg, und er litt an Depressionen. Ab Februar 2020 konnte er wegen der Knöchelverletzung keine Rennen mehr bestreiten und beendete zum Ende der Saison seine Radsportlaufbahn. Offredo gab an, er wolle ein Studium ein Journalismus aufnehmen; schon im September hatte er für das französische Fernsehen gearbeitet.

## Erfolge
2009
- eine Etappe Tour de Picardie

## Grand-Tour-Platzierungen
| Grand Tour            | 2010 | 2011 | 2012 | 2013 | 2014 | 2015 | 2016 | 2017 | 2018 | 2019 | 2020 |
| --------------------- | ---- | ---- | ---- | ---- | ---- | ---- | ---- | ---- | ---- | ---- | ---- |
| Giro d’ItaliaGiro     | –    | –    | –    | –    | –    | –    | –    | –    | –    | –    | –    |
| Tour de FranceTour    | –    | –    | –    | –    | –    | –    | –    | 110  | 91   | 154  | –    |
| Vuelta a EspañaVuelta | DNF  | –    | –    | –    | –    | –    | –    | –    | –    | –    | –    |